# Alan Kennedy
Alan Kennedy   (Sunderland, 31 d'agost de 1954) és un exfutbolista anglès de les dècades de 1970 i 1980 que jugava en la posició de lateral esquerre. Va jugar professionalment en grans lligues com la d'Anglaterra i en d'altres de menors com les de Dinamarca, Bèlgica i Gal·les, participant en més de 500 partits durant la seva carrera, que va durar 22 anys. També va jugar dos partits amb la selecció d'Anglaterra.

## Carrera
Kennedy, nascut a Sunderland, va debutar com a professional l'any 1972 amb el Newcastle United, equip anglès amb el qual va jugar fins al 1978, en el qual va disputar 158 partits i va marcar 9 gols. El club més important en el qual va jugar va ser el Liverpool, amb el qual va disputar 251 partits i va marcar 15 gols, i amb el qual va guanyar 5 lligues, 4 copes de la lliga, 3 supercopes i 2 Copes d'Europa, la de 1981 i la de 1984. De fet, Kennedy es va convertir en el primer futbolista a marcar el gol de la victòria en dues finals de la Copa d'Europa, la primera el 1981 contra el Reial Madrid i la segona el 1984 a la tanda de penals contra la Roma. També va jugar en clubs de Dinamarca, Bèlgica i Gal·les.

## Clubs
| Club               | País       | Anys        | Partits | Gols |
| ------------------ | ---------- | ----------- | ------- | ---- |
| Newcastle United   | Anglaterra | 1972 - 1978 | 158     | 9    |
| Liverpool FC       | Anglaterra | 1978 - 1986 | 251     | 15   |
| Sunderland AFC     | Anglaterra | 1986 - 1987 | 54      | 2    |
| Wigan Athletic     | Anglaterra | 1987        | 22      | 0    |
| Hartlepool United  | Anglaterra | 1987        | 5       | 0    |
| Boldklubben 1903   | Dinamarca  | 1987        |         |      |
| K Beerschot VAC    | Bèlgica    | 1988        |         |      |
| Northwich Victoria | Anglaterra | 1988 - 1989 |         |      |
| Wrexham            | Gal·les    | 1989 - 1990 | 16      | 0    |
| Colne Dynamoes     | Anglaterra | 1990        |         |      |
| Morecambe          | Anglaterra | 1990 - 1991 |         |      |
| Kendal Town        | Anglaterra | 1991 - 1992 |         |      |
| Radcliffe Borough  | Anglaterra | 1992 - 1993 |         |      |
| Barrow             | Anglaterra | 1993 - 1994 |         |      |

## Palmarès

### Campionats nacionals
| Títol                          | Club             | País       | Any  |
| ------------------------------ | ---------------- | ---------- | ---- |
| Copa Texaco                    | Newcastle United | Anglaterra | 1975 |
| Football League First Division | Liverpool FC     | Anglaterra | 1979 |
| Football League First Division | Liverpool FC     | Anglaterra | 1980 |
| Football League First Division | Liverpool FC     | Anglaterra | 1982 |
| Football League First Division | Liverpool FC     | Anglaterra | 1983 |
| Football League First Division | Liverpool FC     | Anglaterra | 1984 |
| Football League Cup            | Liverpool FC     | Anglaterra | 1981 |
| Football League Cup            | Liverpool FC     | Anglaterra | 1982 |
| Football League Cup            | Liverpool FC     | Anglaterra | 1983 |
| Football League Cup            | Liverpool FC     | Anglaterra | 1984 |
| Charity Shield                 | Liverpool FC     | Anglaterra | 1979 |
| Charity Shield                 | Liverpool FC     | Anglaterra | 1980 |
| Charity Shield                 | Liverpool FC     | Anglaterra | 1982 |

### Campionats internacionals
| Títol         | Equip        | Seu de la final | Any  |
| ------------- | ------------ | --------------- | ---- |
| Copa d'Europa | Liverpool FC | França          | 1981 |
| Copa d'Europa | Liverpool FC | Itàlia          | 1984 |